# Primož pri Ljubnem
Primož pri Ljubnem – wieś w Słowenii, w gminie Ljubno. W 2018 roku liczyła 172 mieszkańców.